# Victor von Post
Johan Gustaf Victor von Post, född 15 oktober 1825 i Skedevi församling, Östergötlands län, död 29 april 1902 i Skedevi församling, Östergötlands län, var en svensk bruksägare och riksdagsman.

## Biografi
Victor von Post föddes 1825 på Frängsäter i Skedevi socken. Han var son till bruksägaren Gustaf Erik von Post och Jacqueline von Ungern-Sternberg. von Post blev 1864 ledamot av Östergötlands läns landstig och var ledamot av riksdagens första kammare 1880–1898, invald i Östergötlands läns valkrets. Han blev 1 december 1889 riddare av Nordstjärneorden. von Post avled 1902 på Frängsäter i Skedevi socken.
Han var landstingsman i Östergötlands län 1872-1883, 1886–1887, 1889–1894 och 1896. 

### Egendom
von Post ägde Hävla bruk och Frängsäter i Skedevi socken.

### Familj
von Post gifte sig 21 september 1853 på Lövsta i Frösunda socken med friherrinnan Sofia Pfeiff (1831–1905), dotter till löjtnanten Alexander Pfeiff och Johanna Charlotta Gardtman. De fick tillsammans barnen Gustav von Post (1855–1885), majoren Stafs von Post (född 1857), Amy von Post (född 1858) som var gift med jägmästaren Erik Viktor Kugelberg och Ebba von Post (född 1867).